# Liste der Monuments historiques in Lezey
Die Liste der Monuments historiques in Lezey führt die Monuments historiques in der französischen Gemeinde Lezey auf.

## Liste der Objekte
| Bezeichnung                                | Beschreibung                                        | Standort                     | Kennzeichnung | Schutzstatus | Datum | Bild |
| ------------------------------------------ | --------------------------------------------------- | ---------------------------- | ------------- | ------------ | ----- | ---- |
| Skulptur Heiliger Joseph mit dem Jesuskind | Holz, farbig gefasst und vergoldet, 18. Jahrhundert | in der Kirche St-Rémi (Lage) | PM57000881    | Inscrit      | 2002  |      |
| Skulptur Heiliger Nikolaus                 | Holz, 18. Jahrhundert                               | in der Kirche St-Rémi (Lage) | PM57000879    | Inscrit      | 2002  |      |
| Skulptur Heiliger Remigius                 | Holz, 18. Jahrhundert                               | in der Kirche St-Rémi (Lage) | PM57000880    | Inscrit      | 2002  |      |